# Histoire des départements français
 (février 2024).
La mise en forme du texte ne suit pas les recommandations de Wikipédia : il faut le « wikifier ».
Les points d'amélioration suivants sont les cas les plus fréquents. Le détail des points à revoir est peut-être précisé sur la page de discussion.
- Les titres sont pré-formatés par le logiciel. Ils ne sont ni en capitales, ni en gras.
- Le texte ne doit pas être écrit en capitales (les noms de famille non plus), ni en gras, ni en italique, ni en « petit »…
- Le gras n'est utilisé que pour surligner le titre de l'article dans l'introduction, une seule fois.
- L'italique est rarement utilisé : mots en langue étrangère, titres d'œuvres, noms de bateaux, etc.
- Les citations ne sont pas en italique mais en corps de texte normal. Elles sont entourées par des guillemets français : « et ».
- Les listes à puces sont à éviter, des paragraphes rédigés étant largement préférés. Les tableaux sont à réserver à la présentation de données structurées (résultats, etc.).
- Les appels de note de bas de page (petits chiffres en exposant, introduits par l'outil «  Source ») sont à placer entre la fin de phrase et le point final[comme ça].
- Les liens internes (vers d'autres articles de Wikipédia) sont à choisir avec parcimonie. Créez des liens vers des articles approfondissant le sujet. Les termes génériques sans rapport avec le sujet sont à éviter, ainsi que les répétitions de liens vers un même terme.
- Les liens externes sont à placer uniquement dans une section « Liens externes », à la fin de l'article. Ces liens sont à choisir avec parcimonie suivant les règles définies. Si un lien sert de source à l'article, son insertion dans le texte est à faire par les notes de bas de page.
- La présentation des références doit suivre les conventions bibliographiques. Il est recommandé d'utiliser les modèles {{Ouvrage}}, {{Chapitre}}, {{Article}}, {{Lien web}} et/ou {{Bibliographie}}. Le mode d'édition visuel peut mettre en forme automatiquement les références.
- Insérer une infobox (cadre d'informations à droite) n'est pas obligatoire pour parachever la mise en page.

Pour une aide détaillée, merci de consulter Aide:Wikification.
Si vous pensez que ces points ont été résolus, vous pouvez retirer ce bandeau et améliorer la mise en forme d'un autre article.
L'histoire des départements français, depuis la création des départements en 1790, résulte principalement des ajustements successifs du territoire de la France.
Si de nombreux départements ont été créés à l'occasion des guerres de la Révolution française et du Premier Empire puis lors de la colonisation, la chute de l'Empire en 1814 a généralement conduit à leur suppression. La carte actuelle des départements n'est donc guère différente de celle de 1790, à l'exception notable des départements d'outre-mer, de la région parisienne et des zones frontalières avec l'Allemagne et l'Italie. En revanche, les numéros de départements attribués ont été modifiés.

## La création des départements

### Premiers projets de la royauté
Une première approche d'un découpage du territoire national en départements est soumise au roi de France en 1665 par Marc-René d'Argenson, le département est alors entendu en tant que répartition fiscale ou circonscription territoriale pour les Ponts et Chaussées. En 1734 paraît une ordonnance royale pour la division et l'étendue des départements et quartiers de l'Intendance de Brest. La province de Bretagne est divisée en quatre départements, ceux de Brest, de Vannes, de Saint-Malo et de Nantes comprenant vingt quartiers à la tête desquels sont les villes principales. L'exécution de ces divisions est donnée au comte de Toulouse, lieutenant général de la Bretagne. En 1787, certaines assemblées provinciales se réunissent « par département ». Un découpage en entités similaires du territoire semble un atout pratique pour l'administration, ainsi l'on retrouve cette demande dans les cahiers de doléance de 1788 qui souhaitent la formation de circonscriptions uniformes avec un chef-lieu accessible, le carnet du Puy-en-Velay parle explicitement de département.
À la veille de la Révolution française, l'organisation territoriale du royaume est « d'une extrême complexité » : les circonscriptions administratives, militaires, ecclésiastiques, judiciaires, fiscales ne se recoupent pas systématiquement. Pour les contemporains, c'est sans doute la notion de provinces qui décrit au mieux l'espace vécu ; ces provinces ne recouvrent pas forcément des territoires aux limites précises, mais se rapportent à des représentations historiques ou linguistiques.
Dès le début du XVIIIe siècle, de nombreuses voix s’étaient élevées pour simplifier la géographie administrative et créer un quadrillage plus régulier du royaume. Ainsi, l’édit de 1787 portant création des assemblées provinciales incite celles-ci à se subdiviser en « départements » : la Picardie en comptera quatre (Amiens, Doullens, Montdidier, Péronne) comme le Soissonnais, contre dix à la Haute-Normandie et neuf à l’Île-de-France. En 1788, Condorcet pose le principe selon lequel « une demi-journée, ou une petite journée de distance, devrait être le plus grand rayon d'un district ; enfin, une grande journée devrait être celui d'une province, en le prenant du chef-lieu de district le plus éloigné ».

### Projets de l'assemblée constituante
Le 30 juillet 1789, Duport dépose un projet de réorganisation administrative du royaume, divisant la France en soixante-dix départements d'égale étendue, subdivisés en districts puis en municipalités. Mais l'élaboration de la déclaration des droits de l'homme et du citoyen empêche le projet d'être discuté.

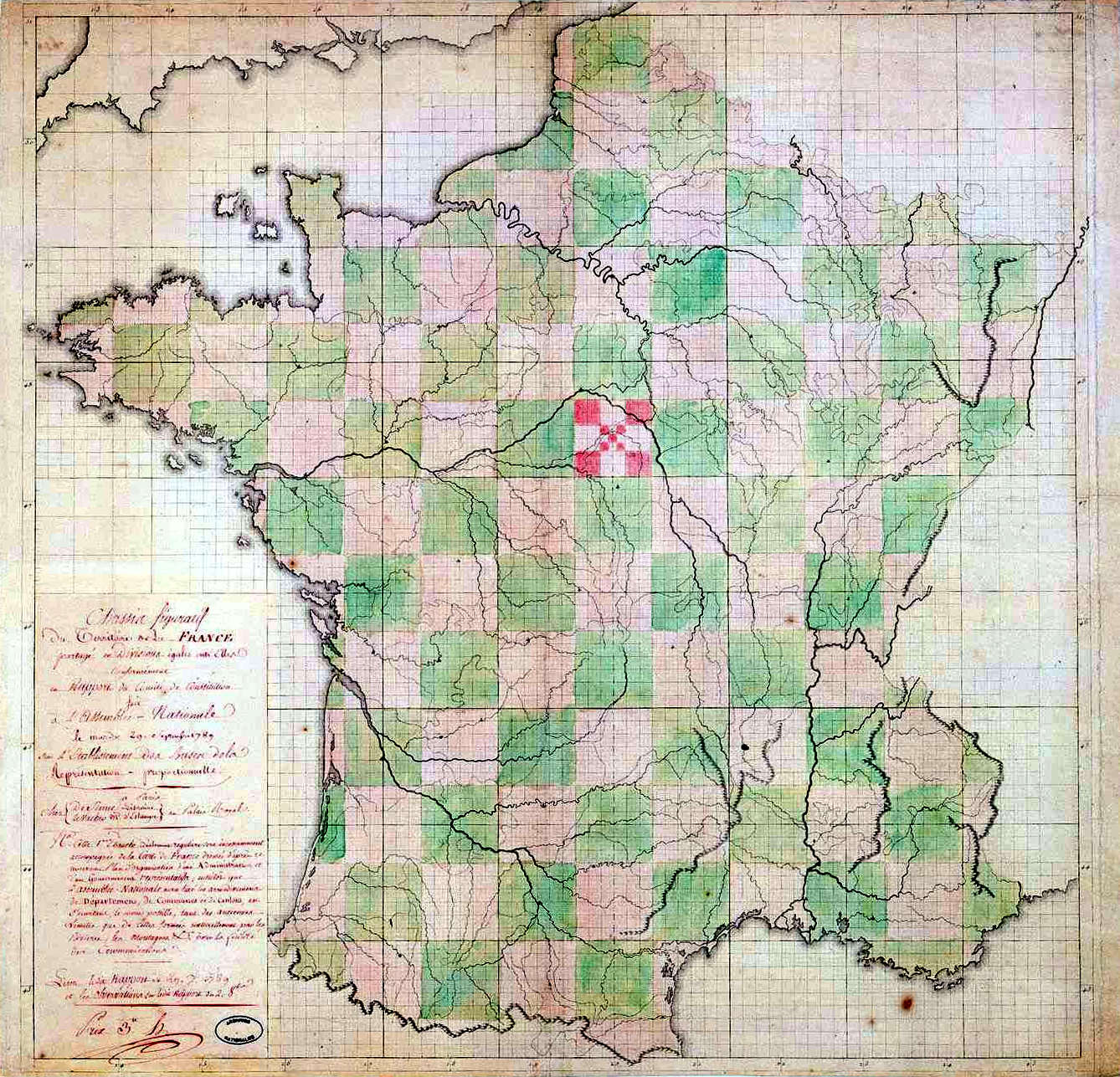
La proposition géométrique du comité Sieyès-Thouret.

Le 7 septembre 1789, l'abbé Sieyès propose à l'Assemblée nationale l'élaboration d'un plan de réorganisation administrative du royaume, dont le projet est confié à un comité dont le rapporteur est Thouret. Celui-ci présente au comité son projet le 19 septembre. Il prévoit la division du royaume en 81 départements, chacun formant, à l'exception du département de Paris, un carré de 18 lieues terrestres de côté. Chaque département est divisé en 9 districts de 6 lieues de côté eux-mêmes fractionnés en 9 cantons de deux lieues de côté. Chaque canton devrait compter en moyenne 680 citoyens actifs, lesquels constitueraient l'assemblée primaire des cantons. À la tête de chacun de ces départements, une assemblée départementale serait constituée de 81 membres. Chacun de ces membres devrait verser une contribution égale à dix journées de travail et serait choisi en fonction du territoire, de la population et des impôts directs. Le rôle principal des assemblées départementales consisterait à nommer les députés à l'Assemblée nationale, à raison de neuf députés par département soit 720 députés nationaux.
Ce projet s'inspire de près de travaux de Robert de Hesseln, géographe du Roi, publiés en 1780.

### La discussion par l'Assemblée constituante
Dès le 11 novembre 1789, l’Assemblée nationale constituante adopte un nouveau projet de découpage en départements dont les noms sont choisis en fonction de la géographie et de l’hydrographie.

Disparition des provinces d'Ancien Régime (en couleur) au profit des départements (limites en noir). La France après 1945

Les départements sont créés par décret du 22 décembre 1789 pris par l'Assemblée constituante afin de remplacer les provinces de France jugées à la fois impropres à la bonne maîtrise du territoire national par le pouvoir central et profondément injustes relativement à leur représentation auprès de ce même pouvoir central parce que trop inégales en importance, mais aussi afin de rationaliser l'organisation du territoire en une entité administrative unique en lieu et place des diverses divisions du royaume, extrêmement différentes par leur taille, se chevauchant les unes les autres et s'enchevêtrant par de multiples enclaves et dessins tortueux. Le nombre exact des départements et leurs limites furent fixés dans des décrets du 15 janvier et du 26 février 1790, leur existence prenant effet le 4 mars suivant.
Le 8 janvier 1790, Jean-Xavier Bureau de Pusy présente un Rapport sommaire sur la nouvelle division du royaume, dans lequel il expose la méthode suivie, et un Tableau des départements, suivant l'ordre de travail, exposant les propositions.
La discussion s'ouvre le lendemain.
Le 12 janvier, la Constituante prend les quatre décrets particuliers suivants : le Dauphiné sera divisé en trois départements ; l'Aunis ne pourra former un département ; la Franche-Comté sera divisée en trois départements ; la Soule et le Labourd seront réunis au Béarn pour ne former qu'un département.
Le 13, la Constituante décrète : la réunion de Clamecy au département du Nivernais ; que le Forez, le Beaujolais et le Lyonnais ne formeront qu'un département ; que les Trois-Évêchés, la Lorraine et le Barrois formeront quatre départements. Le même jour, elle décrète la division de l'Alsace en deux départements, ayant pour chefs-lieux respectifs Strasbourg et Colmar, puis que Paris formera, avec sa banlieue, un seul département, de trois lieues de rayon au plus, à partir du parvis Notre-Dame.
Le 15, la Constituante décrète la division de la Guyenne en quatre départements. Surtout, elle adopte le projet de décret final présenté par Gossin : le nombre des départements est fixé à 83,. La liste des départements, de leurs limites et des 555 districts est fixée par un décret du 16 février 1790, et leur existence prend effet le 4 mars suivant.
Ce nouveau découpage est également une réponse au danger insurrectionnel rappelé par la Grande Peur de juillet-août 1789. Dans un but de rationalité, les départements ont reçu une architecture semblable, fonctionnant dans les deux sens sans problème de chevauchement territorial, à la fois du citoyen vers le roi via les différents corps d'élus, et du haut de la pyramide vers chaque citoyen : une portion de territoire suffisamment petite mais équivalente pour être gérée facilement par un chef-lieu concentrant les principaux services administratifs. La taille de ces départements était fixée de telle façon qu'il devait être possible de se rendre en moins d'une journée de cheval au chef-lieu de chacun de ceux-ci depuis n'importe quel point de leur territoire.
La création des départements au cours de la Révolution française (alors que la France est toujours une monarchie) témoigne d'un des trois processus de toponymisation identifiés en 2008 par les géographes Frédéric Giraut, Myriam Houssay-Holzschuch et Sylvain Guyot, ici celui d'éradication des références toponymiques de l'Ancien Régime (les noms des provinces) motivée par l'application d'un nouveau projet politique et idéologique d'envergure nationale. Il s'agit, par la constitution d'un nouveau cadre administratif, et donc de nouveaux toponymes, de valoriser cette appartenance à un nouvel ensemble national, tout en asseyant l'objectif de contrôle politique du territoire de la part du pouvoir central.

### L'organisation initiale des départements
À leur création, chaque département possède son assemblée, constituée de 36 membres élus par les citoyens actifs ayant payé un impôt au moins égal à dix journées de travail, ceux-ci désignant à leur tour un président et un directoire exécutif permanent. Les départements sont divisés en districts, cantons et communes. Il peut y avoir jusqu'à neuf districts par département et neuf cantons par district. L'administration de chacune des 41 000 communes revient au conseil général de la commune composé pour un tiers d'un conseil municipal et pour deux tiers des notables tous élus pour deux ans par les seuls citoyens actifs.
Cette organisation proposée par Jean Cassini visait à homogénéiser le découpage du territoire français tout en conservant une administration locale, mais en supprimant les spécificités des provinces, considérées comme provenant essentiellement des privilèges de l'aristocratie locale.

## Évolution institutionnelle
Les institutions départementales organisées en 1790 furent remaniées dès 1795 avec la suppression des districts et la création des municipalités de cantons. Les administrations étaient alors toutes concentrées au niveau des chefs-lieux de canton, les communes perdant toute autonomie.
Le 17 février 1800 (loi du 28 pluviôse an VIII selon le calendrier républicain en vigueur), ces structures furent encore modifiées. Les départements furent redécoupés en arrondissements (qui remplaçaient les districts, mais moins nombreux et donc plus étendus), cantons (également moins nombreux que ceux de 1790) et communes. Du point de vue administratif furent créés les préfectures et sous-préfectures, le poste correspondant de préfet et le conseil de préfecture, ainsi que les conseils généraux. La monarchie de Juillet leur reconnaîtra également la personnalité morale.
Mise à part la loi du 10 août 1871 qui créa la commission départementale et instituera l'élection du conseil général au suffrage universel avec le canton comme circonscription électorale, l'organisation des départements restera inchangée jusqu'en 1982. Cette année-là, le vote de la loi de décentralisation étendit les compétences des conseils généraux de département et leur donna plus de poids dans la vie économique nationale.
Enfin, la loi du 2 mars 1982 transféra l'exercice de l'exécutif — jusqu'alors détenu par le préfet de département — au président du conseil général.

### Créations et suppressions de départements
Le nombre de départements, initialement de 83, grimpa à 130 (voir Liste des départements français de 1811) en 1810 avec les annexions territoriales de la République et de l'Empire, en Allemagne, dans les Pays-Bas, en Italie, en Espagne, puis fut réduit à 86 après la chute de l'Empire en 1815 (Rhône-et-Loire divisé en Rhône et Loire, création des départements de Vaucluse en 1793, et de Tarn-et-Garonne en 1808). Le rattachement de Nice (Alpes-Maritimes) et de la Savoie (duché de Savoie) partagée entre les départements de la Savoie et de la Haute-Savoie en 1860 conduisit à un total de 89.
À la suite de la défaite de 1871, le traité de Francfort céda au nouvel Empire allemand le Bas-Rhin, la majeure partie de la Moselle et du Haut-Rhin (sauf la ville de Belfort) ainsi qu'une partie de la Meurthe et des Vosges. Les parties non cédées de la Meurthe et de la Moselle furent fusionnées dans le nouveau département de Meurthe-et-Moselle, portant le total à 86. Les trois départements annexés furent rendus à la France en 1919, ce qui fit passer le nombre total à 89 (les parties des anciens départements de la Meurthe et de la Moselle furent fusionnées dans le nouveau département de la Moselle). La partie du Haut-Rhin qui resta française en 1871, située autour de Belfort, ne fut pas réintégrée dans son département d'origine en 1919 et fut érigée en département du Territoire de Belfort en 1922, le total passant ainsi à 90. Avec cela, il fallait compter sur les départements d'Algérie, tout d'abord trois départements en 1848, puis quatre en 1902, cinq en 1955, jusqu'à 17 en 1958, et enfin 15 départements de 1959 à leur suppression, à l'indépendance au 3 juillet 1962.
La réorganisation de la région parisienne en 1964, effective au 1er janvier 1968, transforma les deux départements de la Seine et de Seine-et-Oise en sept départements : Paris, les Yvelines, l'Essonne, les Hauts-de-Seine, la Seine-Saint-Denis, le Val-de-Marne et le Val-d'Oise. Le département de Corse fut divisé en 1976 en Corse-du-Sud et en Haute-Corse. Avec les quatre départements d'outre-mer créés en 1946, le total fut porté à 100. Saint-Pierre-et-Miquelon eut le statut de département d'outre-mer de 1976 à 1985 avant de devenir une collectivité d'outre-mer.
Le 31 mars 2011, date de la première réunion du Conseil général suivant les élections cantonales, Mayotte, ancienne collectivité d'outre-mer, devient le 101e département français.
Le 6 juillet 2003, les électeurs de Corse ont rejeté les orientations annexées à la loi no 2003-486 du 10 juin 2003 qui prévoyaient la substitution d'une collectivité territoriale unique à l'actuelle collectivité territoriale de Corse et aux deux départements de la Haute-Corse et de la Corse-du-Sud. Ce projet est cependant adopté dans la loi portant nouvelle organisation territoriale de la République de 2015, avec une entrée en vigueur le 1er janvier 2018.
Le 7 avril 2013, les électeurs de la région Alsace ont rejeté le projet de création d'une collectivité territoriale unique par fusion de la région Alsace et des deux départements du Bas-Rhin et du Haut-Rhin. Cependant une nouvelle collectivité territoriale — la collectivité européenne d'Alsace — regroupant les deux départements et disposant de compétences particulières a vu le jour le 1er janvier 2021.

## Chronologies
Pour la liste des départements de 1790, voir l'article : Liste des 83 départements français de 1790.

### Créations et suppressions de départements

#### La Révolution française et le Premier Empire (1792-1815)
À partir de 1792, avec les guerres successives de la Ire République et de l'Empire de Napoléon Ier, la France fut amenée à étendre considérablement son territoire. Dans la majeure partie des cas, les régions annexées furent organisées en départements. Cela concerna les territoires de l'actuelle Belgique, des Pays-Bas, une partie de l'Allemagne (toute la rive gauche du Rhin et les côtes de la mer du Nord), et de la Suisse, le Nord et le centre de l'Italie.

##### La période révolutionnaire

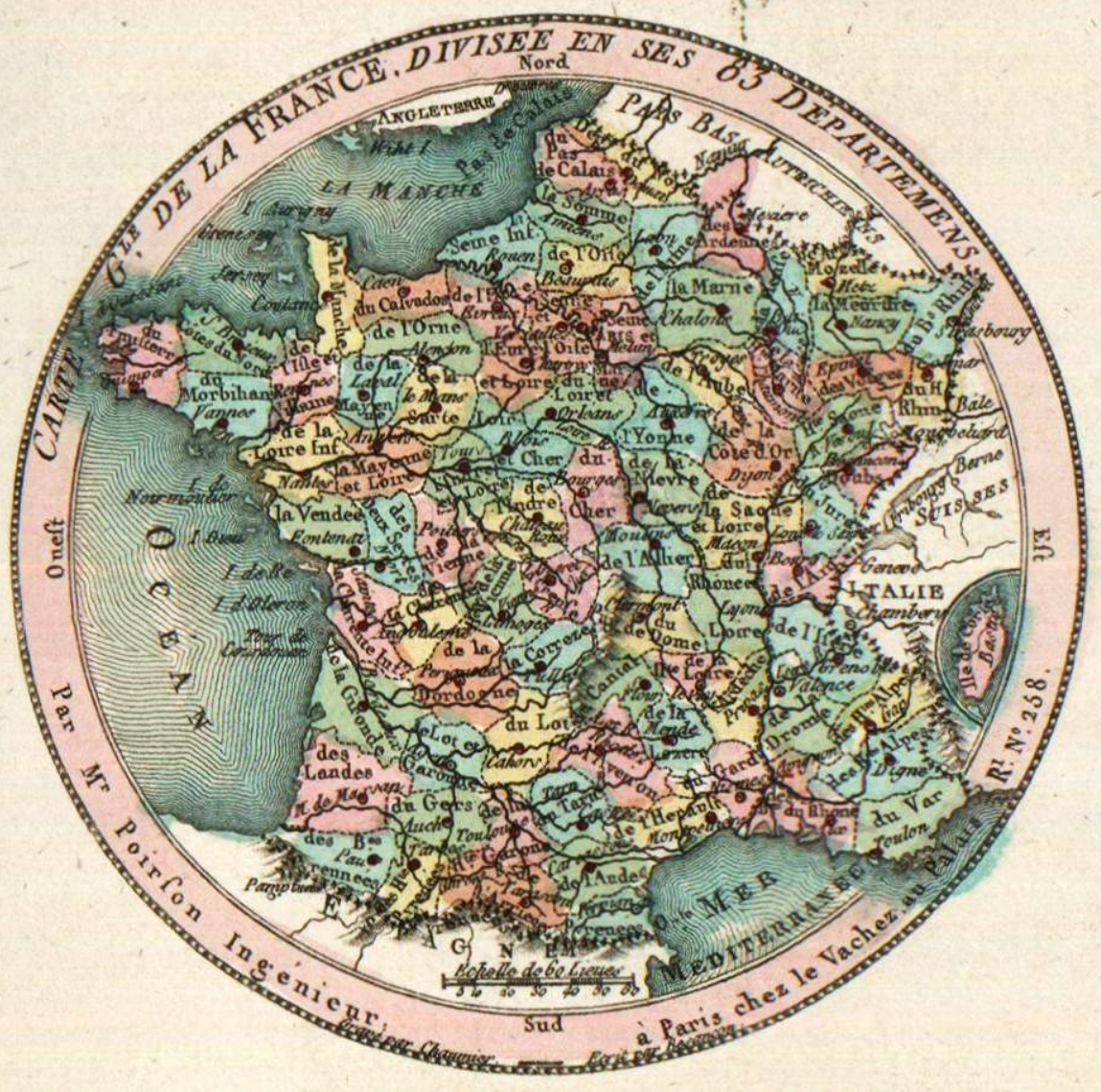
Jean-Baptiste Poirson, Atlas national des 83 départements français.

- 1792 : incorporée à la France, la Savoie devient le département du Mont-Blanc[23].
- 1793 :
  - Annexé, le comté de Nice devient les Alpes-Maritimes.
  - Scission du département de la Corse (chef-lieu Bastia) en deux départements[23] (c'est le premier cas de bidépartementalisation) : le Golo (Bastia) et le Liamone (Ajaccio).
  - Le département de Vaucluse est créé par le regroupement d'Avignon et du Comtat Venaissin (annexés en 1791), avec des districts des Bouches-du-Rhône[24],[25].
  - Création du département du Mont-Terrible par réunion à la France de la République rauracienne[26].
  - Le département de Rhône-et-Loire est divisé en deux départements, le Rhône et la Loire (second cas de bidépartementalisation).
- 1795 :
  - La Guadeloupe et Saint Domingue, où la République a pu abolir l'esclavage, sont départementalisées par la constitution du Directoire, en l'an III (1795), décision ultérieurement rapportée par Bonaparte, Premier consul de la République qui soumet les colonies à un régime spécial (an VIII, 1799).
  - L'annexion de la Belgique amène la création de 9 départements nouveaux : la Dyle, les Deux-Nèthes, l'Escaut, les Forêts, le Jemmapes, la Lys, l'Ourte (à la suite du vote populaire exprimé le 17 février 1793), la Meuse-Inférieure et la Sambre-et-Meuse.

- 1797 :
  - À la suite du traité de Campo-Formio, la rive gauche du Rhin est incorporée au territoire de la République. Quatre nouveaux départements voient le jour : le Mont-Tonnerre, le Rhin-et-Moselle, la Roer et la Sarre.
  - L'annexion des îles Ioniennes par le traité de Campo-Formio en 1797, entraîne la création de 3 départements français de Grèce : Corcyre, Ithaque et Mer-Égée[27].
  - L'île de Saint-Domingue, la « perle des Antilles », alors entièrement française est divisée en cinq départements : Sud (chef-lieu : Les Cayes), Ouest (chef-lieu : Port Républicain), Nord (chef-lieu : Cap Français), Samaná (chef-lieu : San Yago), et Inganne (chef-lieu : Santo Dominguo)

- 1798 :
  - À la suite de l'incorporation de la République de Genève, la partie nord du département du Mont-Blanc devient le département du Léman.

À la veille du Consulat, la France compte 113 départements.

##### Les conquêtes napoléoniennes

Les départements en 1801
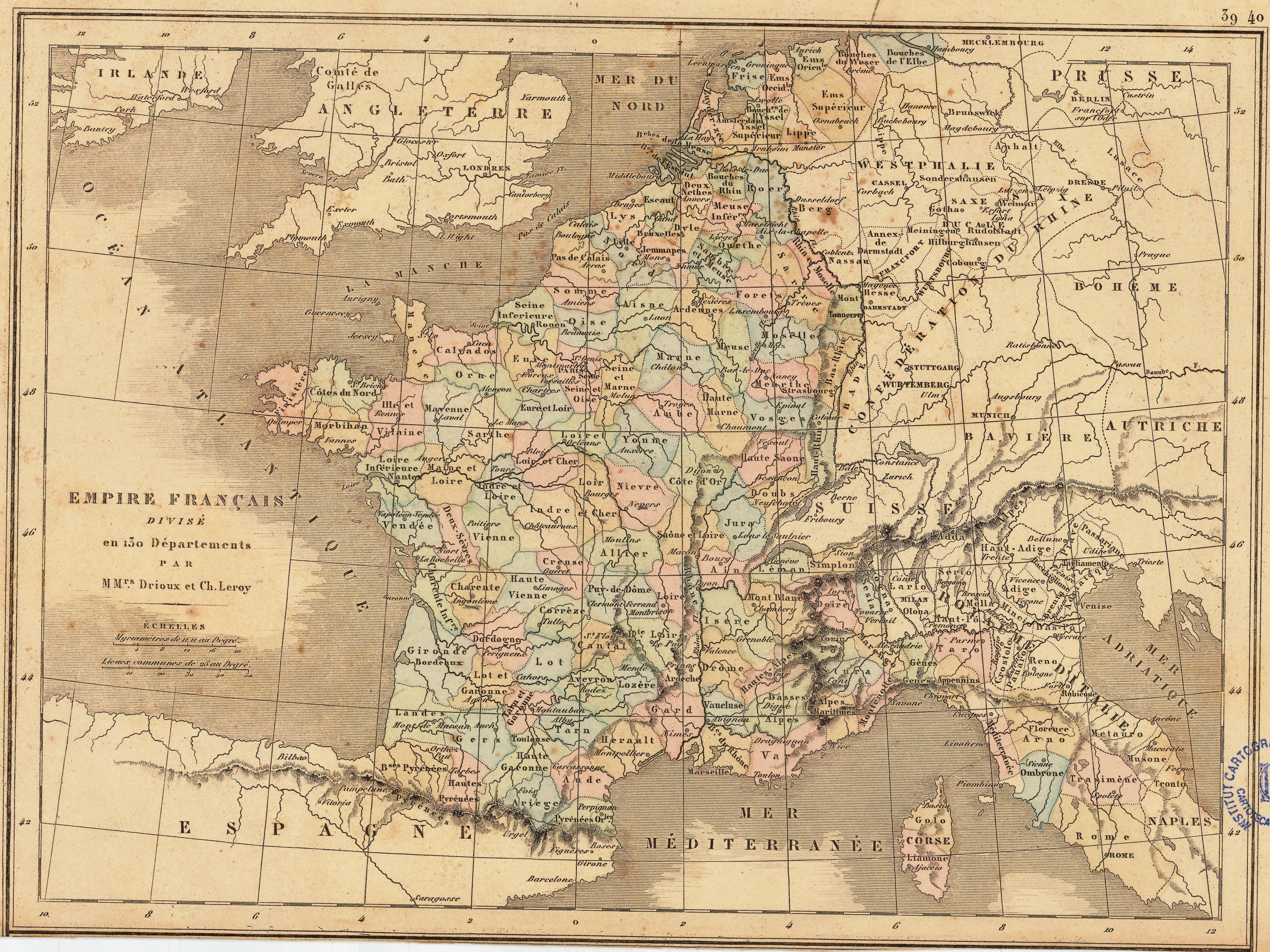
Les 130 départements de l'Empire français en 1811
Carte administrative du Premier Empire en 1812, incluant les quatre départements français d'Espagne
Redécoupage des frontières départementales à la suite de la création du Tarn-et-Garonne
Départements du 1er Empire annexés sur les États italiens
Départements français de 1811 en Belgique, Pays-Bas et Luxembourg

Outre les modifications suivantes sur le territoire hexagonal :
- 1800 : Le département du Mont-Terrible est réuni au Haut-Rhin[28] par la loi du 28 pluviôse an VIII (17 février 1800).
- 1802 : les départements français de Grèce, perdus en 1798 et 1799, sont supprimés de jure.
- 1808 : le département de Tarn-et-Garonne est créé[29] à partir de morceaux détachés des départements de l'Aveyron, de la Haute-Garonne, du Gers, du Lot et de Lot-et-Garonne.
- 1811 : fusion du Golo et du Liamone dans le département de la Corse[23] (avec cette fois-ci pour chef-lieu Ajaccio).

Les conquêtes successives de Napoléon Ier conduisirent à étendre encore le territoire français bien au-delà de son domaine initial de 1789.
En conséquence, à son apogée, l'Empire comptait 130 départements, et même 134 si l'on inclut les départements français d'Espagne au statut juridique incomplet. Ainsi, des villes comme : Rome, Hambourg, Amsterdam, Turin, Bruxelles ou Aix-la-Chapelle étaient devenues des préfectures, au même titre que Bordeaux, Orléans, Rennes, Périgueux ou Marseille. Les Provinces illyriennes annexées par la France furent divisées en 10 intendances et non en départements.
Pour la liste des 130 départements de 1811, voir l'article : Liste des départements français de 1811.
Enfin, par suite des avancées territoriales de l'Empire en Espagne, plusieurs départements français d'Espagne furent créés en 1812 en Catalogne :
- Bouches-de-l'Èbre
- Montserrat
- Sègre
- Ter

En 1813, les deux premiers furent regroupés dans le département des Bouches-de-l'Èbre-Montserrat, les deux derniers dans le département de Sègre-Ter. Les territoires qu'ils administraient furent perdus par l'Empire en 1814 sans que l'existence d'aucun de ces départements successifs ne fût officiellement complètement avalisée.

##### La Première Restauration et les Cent-Jours (1814-1815)

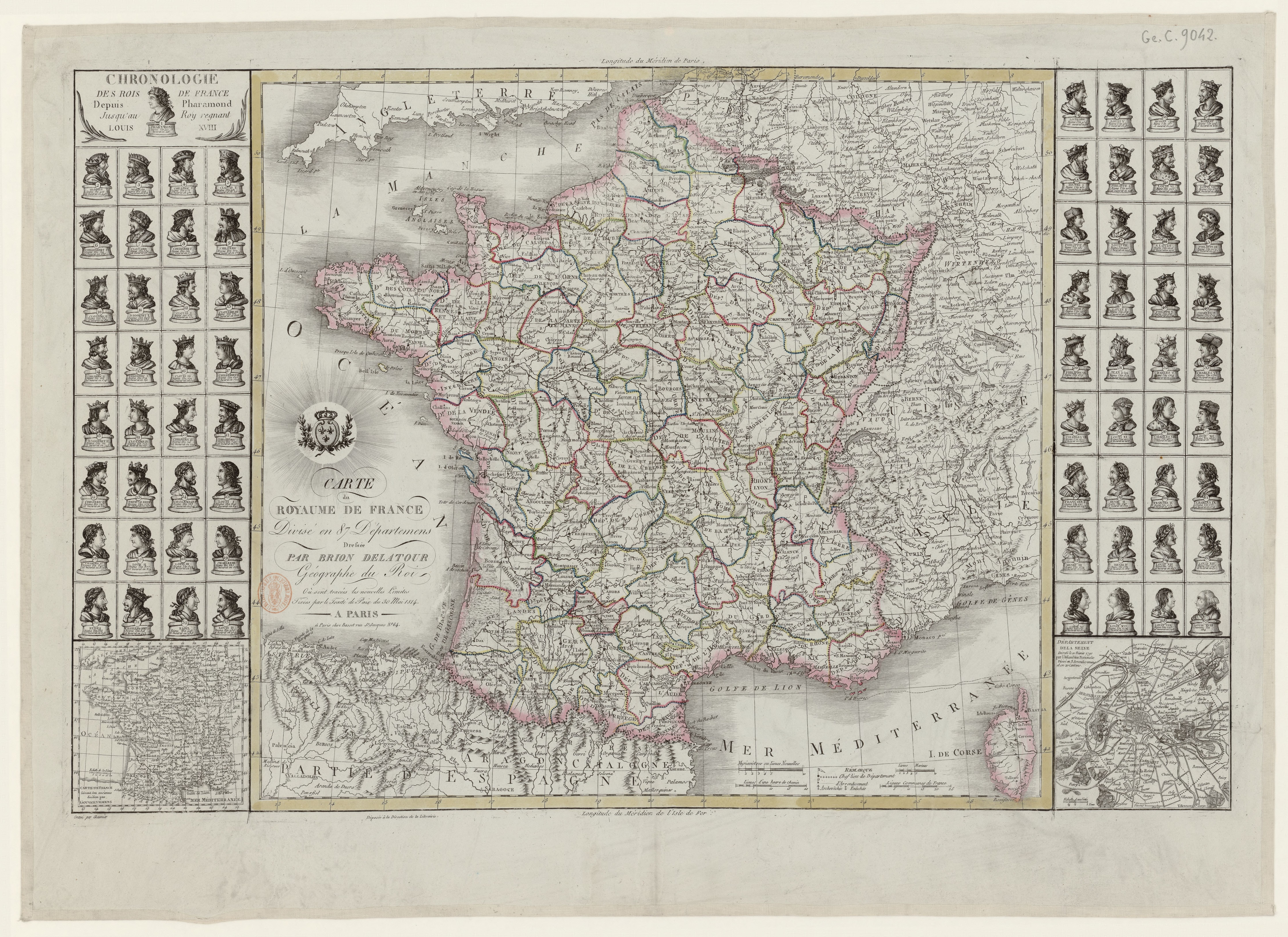
Carte de France de 1814, présentant le découpage en 87 départements.

Durant la Première Restauration et les Cent-Jours, un 87e département (qui conserve son nom de Mont-Blanc et son chef-lieu Chambéry) a fonctionné dans la partie occidentale de la Savoie laissée à la France par le premier traité de Paris (1814) et jusqu'à ce qu'elle lui soit enlevée par le second traité de Paris (1815).

##### La fin de l'Empire (1815)
À la chute définitive de l'Empire (1815), la France est réduite à 86 départements ; les trois départements supplémentaires par rapport aux 83 initiaux de 1790 sont ceux :
- du Vaucluse constitué à la suite de l'annexion de l'ancien Comtat Venaissin, ancien territoire du Pape, (capitale : Avignon) dont le rattachement à la France n'a pas été contesté ;
- de Tarn-et-Garonne créé à partir de cantons pris sur des départements voisins ;
- du département supplémentaire né de la scission du département de Rhône-et-Loire, qui donna le Rhône et la Loire.

#### La Deuxième République (1848-1852)

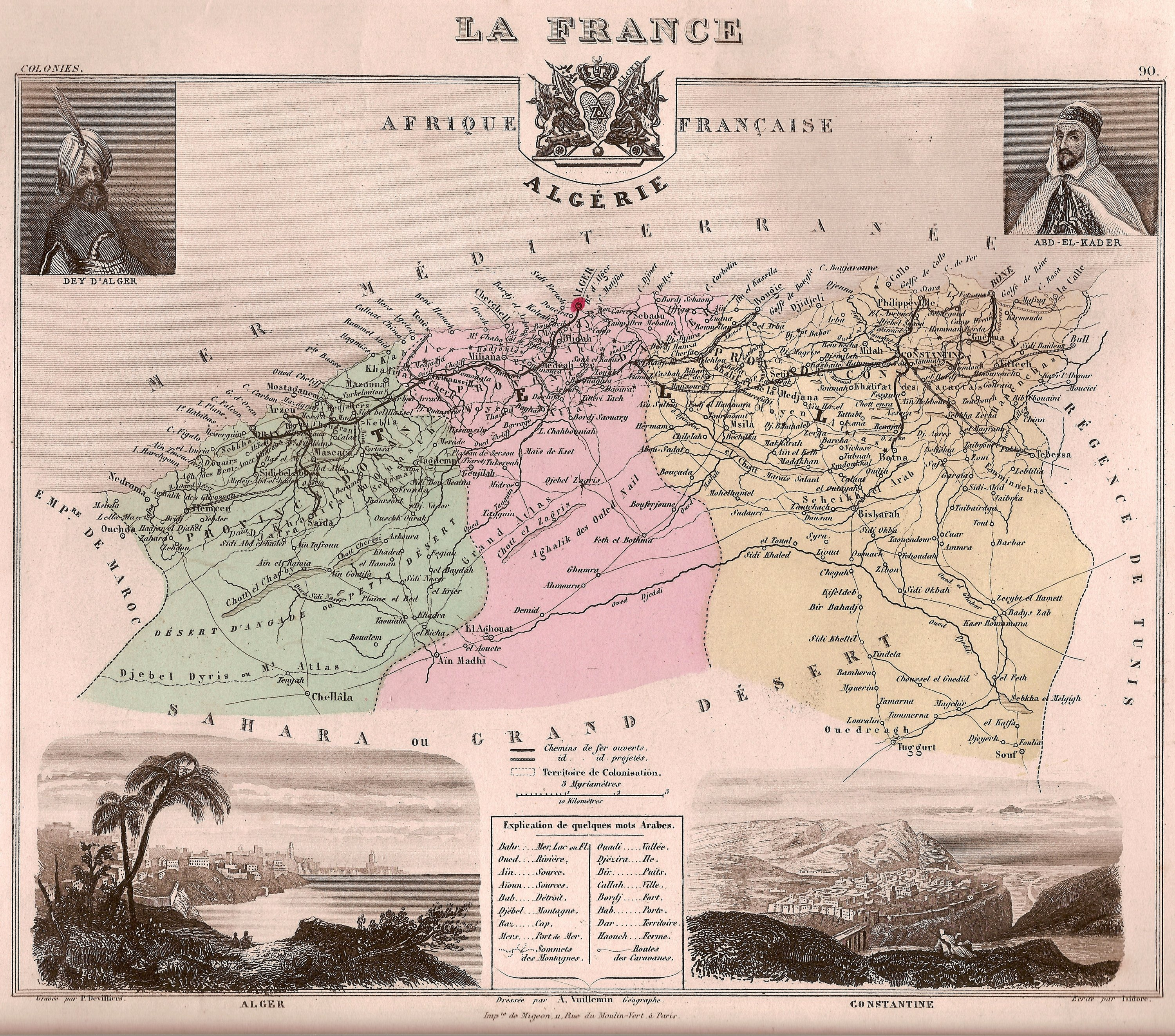
Départements français d'Algérie

Elle est marquée par la départementalisation de l'Algérie.
En 1848, l'Algérie, annexée alors à la France, fut organisée en trois départements :
- Département d'Alger (91)
- Département d'Oran (92)
- Département de Constantine (93)

#### Le Second Empire (1852-1870)
Le Second Empire connut deux périodes de modification du territoire, et donc des départements :
- 1860 : la cession, par le royaume de Sardaigne (traité de Turin), du duché de Savoie et du comté de Nice donne lieu à la création :
  - de la Savoie et de la Haute-Savoie,
  - des Alpes-Maritimes, formées par le comté de Nice auquel est adjoint l'arrondissement de Grasse, détaché du département du Var.

La France métropolitaine passe alors de 86 à 89 départements (compte non tenu des départements d'Algérie).

#### La Troisième République (1870-1940)

##### Perte de l'Alsace-Lorraine

Redécoupage des frontières départementales à la suite de l'annexion de 1871

- 1871 : après la guerre franco-allemande et la défaite du Second Empire, les parties de l'Alsace et de la Lorraine suivantes sont cédées à l'Empire allemand et forment la « Terre d'Empire » d'Alsace-Lorraine conformément au traité de Francfort[31] :
  - Le Bas-Rhin dans son intégralité.
  - Le Haut-Rhin, à l'exception d'un territoire autour de Belfort qui sera justement nommé Territoire de Belfort. Celui-ci dispose d'un statut d'« arrondissement subsistant du Haut-Rhin », ayant à sa tête un administrateur faisant fonction de préfet et une commission départementale ayant les pouvoirs d'un conseil général.
  - Deux cantons des Vosges.
  - Certaines parties de la Meurthe et de la Moselle. Les parties restantes de ces deux départements sont fusionnées dans un seul département, celui de Meurthe-et-Moselle.

La France métropolitaine passe donc de 89 départements à 86 départements et 1 territoire (hors départements d'Algérie).

##### Réintégration de l'Alsace-Lorraine
- 1919 : le traité de Versailles restitue à la France les territoires cédés à l'Empire germanique en 1871. Ainsi sont réintégrés :
  - le Bas-Rhin dans ses frontières de 1871, augmenté des cantons vosgiens ;
  - le Haut-Rhin, qui ne se voit pas restituer le territoire de Belfort, restant à l'état de territoire ;
  - les parties précédemment cédées de la Meurthe et de la Moselle, qui sont regroupées dans le département de la Moselle. Le département de Meurthe-et-Moselle, créé en 1871, est ainsi conservé en l'état d'origine.

La France métropolitaine passe donc de 86 à 89 départements, plus un territoire.
- 1922 : le Territoire de Belfort devient un département de plein exercice.

Le territoire métropolitain passe de 89 à 90 départements.

#### La Quatrième République et la Cinquième République (1946-1962)
- 1946 : la Guadeloupe, la Guyane, la Martinique et La Réunion deviennent des départements d'outre-mer ; la France passe de 90 à 94 départements (sans compter les 3 départements d'Algérie, créés en 1848).
- 1955 : création d'un nouveau département français d'Algérie, celui de Bône . L'Algérie compte alors 4 départements.
- 1957 : L'organisation territoriale de l'Algérie est modifiée une nouvelle fois et 14 départements sont créés en remplacement des précédents.
- 1958 : trois nouveaux départements (Aumale, Bougie et Saïda) s'y ajoutent, portant leur nombre à 17.
- 1959 : les départements d'Aumale et de Bougie sont supprimés.
- 1962 : à l'indépendance de l'Algérie au 3 juillet 1962, la France compte désormais 90 départements en métropole et 4 en outre-mer.

#### La Cinquième République depuis 1962

Carte des départements français

- 1964 : loi du 10 juillet portant réorganisation de la région parisienne : le département de Seine-et-Marne n'est pas affecté par la réorganisation et les départements de la Seine et de Seine-et-Oise sont dissous, en étant remplacés par sept nouveaux départements :
  - le département de Paris (réduit à la commune de Paris),
  - les Hauts-de-Seine,
  - la Seine-Saint-Denis,
  - le Val-de-Marne,
  - les Yvelines,
  - l'Essonne,
  - le Val-d'Oise.

La France passe alors de 94 à 99 départements.
- 1976 : la Corse est scindée en deux : Corse-du-Sud (chef-lieu Ajaccio) et Haute-Corse (Bastia). La France passe de 99 à 100 départements.

- 1976 à 1985 : Saint-Pierre-et-Miquelon devient un département d'outre-mer (DOM) ; la France passe momentanément de 100 à 101 départements et de 4 à 5 départements d'outre-mer. Il abandonne ce statut au profit de celui de collectivité d'outre-mer (COM) le 11 juin 1985.

- 2000 : un projet de « bidépartementalisation » de La Réunion est abandonné.

- 2007 : la révision générale des politiques publiques décidée par le président Sarkozy entraîne la réorganisation des services déconcentrés aux niveaux régional et départemental. La région devient l'échelon décisionnel, tandis que les départements sont réorganisés en directions départementales interministérielles (DDI), de type direction départementale des territoires (DDT), ou direction départementale de la cohésion sociale et de la protection des populations (DDCSPP, séparées en DDCS et DDPP dans les gros départements).

- 2011 : Mayotte devient un département d'outre-mer. La France passe de 100 à 101 départements.

À partir de 2015, la position des départements en tant qu'unique collectivité territoriale au sein de la métropole commence à être revue :
- 2015 : la métropole de Lyon acquiert les compétences d'un département sur son territoire. La circonscription départementale du Rhône est maintenue.

- 2018 : la Haute-Corse, la Corse-du-Sud et la région Corse deviennent une collectivité territoriale unique. Les deux circonscriptions départementales sont toutefois maintenues.

- 2019 : la commune de Paris fusionne avec le département de Paris.

- 2021 : le Bas-Rhin et le Haut-Rhin deviennent la collectivité européenne d'Alsace. Les deux circonscriptions administratives de l'État sont maintenues.

### Modifications de limites départementales
- 1792 :
  - Par le décret du 26 mars 1792, l'Assemblée nationale législative incorpore le district de Vaucluse, dont le chef-lieu est à Avignon, au département des Bouches-du-Rhône[32].
  - Par dle décret du 26 mars 1792, l'Assemblée nationale législative incorpore le district de l'Ouvèze (ou de Louvèze, ou de Carpentras) dont le chef-lieu est à Carpentras, au département de la Drôme[32].
- 1793 :
  - La principauté de Monaco est annexée et rattachée aux Alpes-Maritimes[33].
  - La principauté de Salm, enclavée, assiégée et dont les princes se sont enfuis en Westphalie, est rattachée à sa demande au département des Vosges[34].
  - Rattachement du Comté de Sarrewerden au Bas-Rhin (dans le même temps, détachement de Bouquenom et Sarrewerden de la Moselle vers le Bas-Rhin).
  - La principauté de Montbéliard et la république de Mandeure, annexées, sont rattachées au département de la Haute-Saône
  - Création du département du Vaucluse composé des districts d'Apt, d'Orange et de Vaucluse (Avignon), détachés des Bouches-du-Rhône, et du district de Louvèze, détaché de la Drôme[35]. Le canton de Suze-La Rousse, (comprenant Bouchet, Rochegude, Suze-la-Rousse et Tulette), est incorporé au département du Vaucluse.
  - Peu de temps après la création du Vaucluse, détachement du canton de Sault (Basses-Alpes) vers le Vaucluse (12 août).
- 1795 : Détachement de Schirmeck du Bas-Rhin vers les Vosges.
- 1797 :
  - février : création du département du Mont-Terrible, auquel sont incorporées la principauté de Montbéliard et de la république de Mandeure, jusque-là rattachées à la Haute-Saône[28].
  - décembre : extension du département du Mont-Terrible, par annexion de la partie méridionale de l'ancien évêché de Bâle (l'actuel Jura bernois), à la suite du traité de Campo-Formio[28].
- 1798 :
  - février : dernière extension du Mont-Terrible, par annexion de Bienne[28].
  - Mulhouse, jusqu'ici indépendante, est incorporée de force au Haut-Rhin.
- 1800 : Le canton de Suze-La Rousse, (comprenant Bouchet, Rochegude, Suze-la-Rousse et Tulette), est réincorporé au département de la Drôme, créant l'enclave des papes.
- 1810 : le canton de Barcillonnette est transféré des Basses-Alpes aux Hautes-Alpes.
- 1814 : (30 mai) (traité de Paris) : retour aux frontières de 1792, Le Cerneux-Péquignot est perdu au profit de la Suisse
- 1815 : (20 novembre) (traité de Paris) : retour aux frontières de 1790 diminuées de Landau, Sarrebruck, Sarrelouis, Bouillon, Philippeville et Mariembourg.
- 1816: (10 octoibre) (traité de Paris) à la suite du ongrès de Vienne, la République de Genève rejoint la Confédération Helvétique, elle obtient de la France six communes (Collex-Bossy, Le Grand-Saconnex, Pregny, Vernier, Meyrin et Versoix), pour se désenclaver par rapport au canton de Vaud età ses territoires enclavés au nord du Mandement et de Jussy.
- 1850 (5 février) : la commune de Labastide-d'Armagnac est transférée du Gers aux Landes.
- 1856 : les îles de la Barthelasse (Villeneuve-les-Avignon) et du Piot (Les Angles) sont transférées du département du Gard au Vaucluse et rattachées à la commune d'Avignon.
- 1857 (1er juin) : la commune de Saint-Esprit est transférée des Landes aux Basses-Pyrénées et rattachée à Bayonne. Une partie de la commune de Tarnos est transférée des Landes aux Basses-Pyrénées et constitue la commune de Boucau.
- 1860 : annexion de la Savoie et de Nice. Le duché de Savoie est divisé en deux départements: la Savoie et la Haute-Savoie. Le comté de Nice, augmenté de l'arrondissement de Grasse, soustrait au département du Var, forme les Alpes-Maritimes. C'est depuis cette date que le fleuve Var ne coule plus dans le département auquel il a donné son nom.
- 1947 (10 février, traité de Paris) : rectification de frontière avec l'Italie. Les communes de Tende et de La Brigue sont annexées et attribuées aux Alpes-Maritimes (rattachement confirmé par un référendum le 16 septembre). Six autres communes des Alpes-Maritimes sont aussi agrandies par quelques fractions du territoire italien.
- 1967 : réorganisation de l'Est lyonnais : la limite Est du département du Rhône est repoussée de quelques kilomètres, au détriment de ceux de l'Isère (dont la commune de Meyzieu) et de l'Ain.
- 1970 : Ytres est transférée de la Somme au Pas-de-Calais.
- 1971 : Colombier-Saugnieu quitte à son tour l'Isère pour rejoindre le Rhône.
- 1973 :
  - Escaufourt (Aisne) est rattachée à Saint-Souplet, commune du Nord.
  - les habitants du Puy-Saint-Bonnet décident de quitter les Deux-Sèvres et de rejoindre le département de Maine-et-Loire afin d'associer leur commune à la communauté urbaine de Cholet.
- 1997 : la commune de Han-devant-Pierrepont est transférée de la Meuse à la Meurthe-et-Moselle[36].
- 2007 : les communes insulaires de Saint-Barthélemy et de Saint-Martin sont détachées du département de la Guadeloupe et transformées en collectivités d'outre-mer (COM) distinctes.
- 29 mars 2009 : le référendum sur la départementalisation de Mayotte est accepté par 95,2 % des suffrages exprimés.
- 1er janvier 2015 : création de la métropole de Lyon qui se sépare en tant que collectivité territoriale du département du Rhône. Les deux collectivités demeurant toutefois regroupées dans une seule circonscription administrative du point de vue de l'administration d'État.
- 23 décembre 2016 : Pour permettre la création de la commune nouvelle d'Ingrandes-le-Fresne-sur-Loire, Fresne-sur-Loire en Loire-Atlantique est rattachée au Maine-et-Loire pour fusionner avec Ingrandes
- 28 décembre 2016 : Pour permettre la création de la commune nouvelle de Cormicy, Gernicourt dans l'Aisne en région Hauts-de-France est rattaché à la Marne en région Grand Est pour fusionner avec Cormicy
- 1er janvier 2018 : Pour permettre la création de la commune nouvelle de Vallons-de-l'Erdre, Freigné en Maine-et-Loire est rattaché à la Loire-Atlantique
- 1er janvier 2018 : Pour permettre la création de la commune nouvelle de Tessy-Bocage, Pont-Farcy en Calvados est rattaché à la Manche et fusionné avec Tessy-Bocage

### Changements de nom
Depuis leur création, plusieurs départements ont changé de nom, le plus souvent pour remplacer une dénomination jugée péjorative (termes « inférieur » ou « bas »).

#### Le cas de la Mayenne-et-Loire (1791)
- 1791 : la Mayenne-et-Loire devient le Maine-et-Loire (la Maine est une rivière d'une dizaine de kilomètres arrosant Angers, formée par la réunion de la Mayenne et de la Sarthe).

#### Pour des raisons politiques sous la Terreur (1793)
En 1793 :
- la Gironde devient le Bec-d'Ambès, en raison de la défaite le 2 juin 1793 et de l'arrestation des députés girondins à la Convention nationale, dont plusieurs élus du département, hostiles à la prise progressive du pouvoir par les Montagnards, notamment Robespierre et Saint-Just.
- la Vendée devient le Vengé, en raison de la guerre de Vendée, qui débute en mars 1793 et constitue jusqu'en décembre 1793 un danger grave pour la République, instaurée en septembre 1792. Ceci alors que l'insurrection dite vendéenne ne concerne pas tout le département de la Vendée et touche en revanche largement la Loire-Inférieure et le Maine-et-Loire.

Des mesures analogues touchent plusieurs villes insurgées contre le gouvernement des Montagnards.
Les deux départements concernés retrouvent leur nom d'origine dès 1795, à la suite de la chute de Robespierre le 27 juillet 1794 et de la fin de la Terreur.

#### Pour des raisons d'amélioration lexicale (XXesiècle)
- 1941 : la Charente-Inférieure devient la Charente-Maritime.
- 1955 : la Seine-Inférieure devient la Seine-Maritime.
- 1957 : la Loire-Inférieure devient la Loire-Atlantique[38].
- 1969 : les Basses-Pyrénées deviennent les Pyrénées-Atlantiques.
- 1970 : les Basses-Alpes deviennent les Alpes-de-Haute-Provence.
- 1990 : les Côtes-du-Nord deviennent les Côtes-d'Armor.

### Anciens départements français(1790-1962)

#### Métropole (1790)
- Liste des départements français de 1790

#### Amérique
- Anciens départements français à Saint-Domingue (1797-1804)
- Saint-Pierre-et-Miquelon (1976-1985)

#### Europe (1793-1811)
- Liste des départements de 1811
- Départements d'Allemagne (1795-1811) : Départements français d'Allemagne
- Départements de Belgique (1795-1811) : Départements réunis
- Départements d'Espagne (1812) : Départements français d'Espagne
- Départements de Grèce (1797-1802) : Départements français de Grèce
- Départements d'Italie (1802-1812) : Anciens départements d'Italie
- Départements du Luxembourg (1795-1814)
- Départements des Pays-Bas (1795-1811) : Départements des Pays-Bas
- Départements de Suisse (1793-1810) : Départements français de Suisse
- Provinces illyriennes (1809-1814 : Carinthie, Istrie, Trieste, Croatie, Dalmatie, Raguse, etc.)

#### Afrique (1848-1962)
- Départements d'Algérie

## Synthèse chronologique
| Année         | Nombre de départements | dont en Europe occidentale | Commentaires |
| XVIIIe siècle | XVIIIe siècle          | XVIIIe siècle              | XVIIIe siècle |
| ------------- | ---------------------- | -------------------------- | --- |
| 1790          | 83                     | 83                         | Création des 83 départements français. |
| 1791          | 83                     | 83                         | Le département de Mayenne-et-Loire devient Maine-et-Loire. |
| 1792          | 84                     | 84                         | Annexion de la Savoie : création du département du Mont-Blanc. |
| 1793          | 89                     | 89                         | - Annexion du comté de Nice : création du département des Alpes-Maritimes. - Annexion du Comtat Venaissin : création du département du Vaucluse. - Annexion de la république rauracienne : création du département du Mont-Terrible. - Scission de la Corse (en Golo et Liamone) et du Rhône-et-Loire (en Rhône et Loire). - Les départements de Gironde et Vendée deviennent respectivement Bec-d'Ambès et Vengé.                                                                                                |
| 1795          | 98                     | 98                         | - Annexion des Pays-Bas autrichiens et de la principauté de Liège : création des départements de la Dyle, des Deux-Nèthes, de l'Escaut, des Forêts, de Jemmapes, du Lys, de l'Ourthe, de la Meuse-Inférieure et de Sambre-et-Meuse. - Les départements de Bec-d'Ambès et Vengé redeviennent Gironde et Vendée. |
| 1797          | 110                    | 102                        | - Annexion de la république cisrhénane : création des départements du Mont-Tonnerre, de Rhin-et-Moselle, du Roer et de la Sarre. - Annexion des îles Ioniennes : création des départements de Corcyre, d'Ithaque et de Mer-Égée. - La colonie de Saint-Domingue est départementalisée : Sud, Ouest, Nord, Samaná et Inganne. |
| 1798          | 111                    | 103                        | Annexion de la république de Genève : création du département du Léman. |
| 1800          | 110                    | 102                        | Incorporation du Mont-Terrible au Haut-Rhin. |
| XIXe siècle   |                        |                            | |
| 1802          | 113                    | 108                        | - Suppression de jure des trois départements français de Grèce après leur perte en 1799. - Annexion de la république subalpine : création des départements de Doire, de Marengo, du Pô, de Stésia, de Stura et du Tanaro |
| 1804          | 108                    | 108                        | Indépendance de Saint-Domingue. |
| 1805          | 110                    | 110                        | - Annexion de la république ligurienne : création des départements des Apennins, de Gênes et de Montenotte. - Suppression du département du Tanaro. |
| 1808          | 115                    | 115                        | - Annexion du royaume d'Étrurie : création des départements de Méditerranée, de l'Arno, de l'Ombrone et du Taro. - Création du département de Tarn-et-Garonne. |
| 1809          | 117                    | 117                        | Annexion des États pontificaux : création des départements du Tibre et de Trasimène |
| 1810          | 119                    | 119                        | - Annexion d'une partie du royaume de Hollande : création du département des Bouches-du-Rhin. - Annexion de la république rhodanienne : création du département du Simplon. - Le département du Tibre devient le département de Rome. |
| 1811          | 130                    | 130                        | - Annexion du royaume de Hollande : création des départements des Bouches-de-l'Escaut, des Bouches-de-la-Meuse, des Bouches-de-l'Yssel, de l'Ems-Occidental, de l'Ems-Oriental, de la Frise, de l'Yssel-Supérieur et du Zuyderzée. - Annexion d'une partie de la confédération du Rhin : création des départements des Bouches-de-l'Elbe, des Bouches-du-Weser, de l'Ems-Supérieur et du Lippe. - Fusion des départements de Golo et Liamone en un département de Corse. Liste des départements français de 1811. |
| 1812          | 134                    | 134                        | Annexion de la Catalogne : création des départements français d'Espagne, au statut incomplet : Bouches-de-l'Èbre, Montserrat, Sègre et Ter. |
| 1813          | 132                    | 132                        | Réorganisation des départements d'Espagne : Bouches-de-l'Èbre-Montserrat et Sègre-Ter. |
| 1814          | 87                     | 87                         | Première abdication de Napoléon : la France recouvre ses frontières de 1792. |
| 1815          | 86                     | 86                         | Seconde abdication et perte du Mont-Blanc. |
| 1848          | 89                     | 86                         | La colonie d'Algérie est départementalisée : Oran, Alger et Constantine. |
| 1860          | 92                     | 89                         | Cession, par le royaume de Sardaigne, de la Savoie et du Comté de Nice : création des départements de Savoie, de Haute-Savoie et des Alpes-Maritimes. |
| 1871          | 89                     | 86                         | - L'Alsace-Lorraine est cédée à l'Empire allemand : perte du Bas-Rhin, du Haut-Rhin (moins l'arrondissement de Belfort), d'une partie de la Moselle, d'une partie de la Meurthe et de quelques communes des Vosges. - Création du département de Meurthe-et-Moselle sur les parties des départements de la Moselle et de la Meurthe restées françaises (l'arrondissement de Belfort, alors dénommé « arrondissement subsistant du Haut-Rhin », n'est cependant pas encore un département).                        |
| XXe siècle    |                        |                            | |
| 1902          | 90                     | 86                         | Création des Territoires du Sud, entité territoriale militaire couvrant le Sahara algérien. |
| 1919          | 93                     | 89                         | Réintégration de la Moselle (nouveau département créé sur la base du District de Lorraine), du Bas-Rhin et du Haut-Rhin. |
| 1922          | 94                     | 90                         | Le Territoire de Belfort devient officiellement un département. |
| 1940          | 91                     | 87                         | Annexion de facto de l'Alsace-Moselle au Reich allemand. |
| 1941          | 91                     | 87                         | Le département de la Charente-Inférieure devient la Charente-Maritime. |
| 1945          | 94                     | 90                         | Réintégration des trois départements d'Alsace-Moselle. |
| 1946          | 98                     | 90                         | Départementalisation de la Guadeloupe, de la Martinique, de la Guyane et de La Réunion. |
| 1955          | 99                     | 90                         | - Création d'un nouveau département en Algérie : Bône. - Le département de la Seine-Inférieure devient la Seine-Maritime. |
| 1957          | 108                    | 90                         | - Réorganisation de l'Algérie (y compris le Sahara algérien). 14 départements sont créés à la place des 5 existants : Alger, Batna, Bône, Constantine, Médéa, Mostaganem, Oran, Orléansville, Sétif, Tiaret, Tizi-Ouzou, Tlemcen, Oasis et Saoura. - Le département de la Loire-Inférieure devient la Loire-Atlantique. |
| 1958          | 111                    | 90                         | Création de trois nouveaux départements en Algérie : Aumale, Bougie et Saïda. |
| 1959          | 109                    | 90                         | Suppression des départements d'Aumale et de Bougie. |
| 1962          | 94                     | 90                         | Indépendance de l'Algérie. |
| 1964          | 99                     | 95                         | Réorganisation de la région parisienne : - suppression des départements de la Seine et de Seine-et-Oise - création des départements de Paris, des Hauts-de-Seine, de Seine-Saint-Denis, du Val-de-Marne, des Yvelines, de l'Essonne et du Val-d'Oise. |
| 1969          | 99                     | 95                         | Le département des Basses-Pyrénées devient les Pyrénées-Atlantiques. |
| 1970          | 99                     | 95                         | Le département des Basses-Alpes devient les Alpes-de-Haute-Provence. |
| 1976          | 101                    | 96                         | - Scission de la Corse en Haute-Corse et Corse-du-Sud. - Départementalisation de Saint-Pierre-et-Miquelon. |
| 1985          | 100                    | 96                         | Saint-Pierre-et-Miquelon passe du statut de département d'outre-mer à celui de collectivité d'outre-mer. |
| 1990          | 100                    | 96                         | Le département des Côtes-du-Nord devient les Côtes-d'Armor. |
| XXIe siècle   |                        |                            | |
| 2007          | 100                    | 96                         | Les communes insulaires de Saint-Barthélemy et de Saint-Martin sont détachées du département de la Guadeloupe et transformées en collectivités d'outre-mer (COM) distinctes. |
| 2011          | 101                    | 96                         | Départementalisation de Mayotte. |
| 2015          | 101                    | 96                         | Création de la métropole de Lyon, collectivité territoriale à statut particulier, sur une partie du territoire du département du Rhône. |
| 2018          | 101                    | 96                         | Création de la collectivité territoriale unique de Corse sur le territoire de la Haute-Corse et de la Corse-du-Sud. Les deux départements deviennent des circonscriptions départementales. |
| 2019          | 101                    | 96                         | Création de la Ville de Paris, fusionnant le département et la commune du même nom. |
| 2021          | 101                    | 96                         | Création de la Collectivité européenne d'Alsace sur le territoire du Bas-Rhin et du Haut-Rhin. Les deux départements restent des circonscriptions administratives de l'État. |